# Stazioni ferroviarie della ferrovia Brescia-Iseo-Edolo
La linea ferroviaria Brescia-Iseo-Edolo, compresa la sua diramazione Bornato-Rovato, è dotata di trenta stazioni e fermate aperte al servizio passeggeri.
La maggior parte di esse sono state concepite, progettate e costruite nelle diverse fasi della sua costruzione. L'ubicazione degli scali risente quindi della politica ferroviaria di fine Ottocento di soddisfare ogni agglomerato urbano che fosse attraversato dalla strada ferrata.

## Classificazione
FerrovieNord (FN) è il gestore della linea ferroviaria e pertanto anche degli impianti adibiti al servizio passeggeri e al trasporto di merci. Complessivamente, lungo la Brescia-Iseo-Edolo sono presenti diciotto stazioni e altrettante fermate, mentre sulla diramazione Bornato-Rovato sono presenti due fermate e una sola stazione. Quest'ultima, Rovato FN, è l'unica allacciata allacciata alla rete nazionale, gestita da Rete Ferroviaria Italiana (RFI).
Tutti gli impianti sono impresenziati a eccezione della stazione di Iseo.
Il servizio merci, sebbene sporadico, può essere effettuato presso otto stazioni (Brescia Borgo San Giovanni, Bornato-Calino, Iseo, Sale Marasino, Pisogne, Cividate-Malegno, Capo di Ponte ed Edolo) e presso la fermata di Forno d'Allione.

## Architettura
I fabbricati viaggiatori risentono dello stile e delle funzionalità che i progettisti impressero loro al momento della costruzione. Perseguendo il duplice scopo di ridurre i costi di progettazione e di servire meglio l'utenza, gli edifici furono progettati in maniera sobria e razionale adottando criteri uniformi. Di conseguenza, la varietà stilistica e volumetrica degli edifici è frutto delle scelte progettuali dei costruttori originali, effettuate ragionando sulla situazione geografica ed economica del tempo.
Ad esclusione di quello della stazione di Brescia e della prima stazione di Iseo, lo stile architettonico dei fabbricati si può distinguere in due insiemi:
- quello delle stazioni secondarie, le quali erano destinati al movimento delle persone e delle merci;
- quello delle fermate, le quali erano destinate al solo servizio viaggiatori[5].

Tutti gli edifici sono comunque caratterizzati da un corpo di fabbrica in muratura a pianta rettangolare dotato di due livelli fuori terra. Il primo piano era riservato all'alloggio del personale, generalmente il capostazione o l'assuntore, mentre il piano terra era destinato al servizio viaggiatori. I due livelli sono generalmente separati da una fascia marcapiano e sono distinguibili dall'esterno grazie all'uso di due colori diversi: l'arancio-mattone e il bianco-giallo. Nei pressi del corpo principale era ubicato il fabbricato cessi.

### Le stazioni secondarie
Ai fabbricati delle stazioni di tipo secondario furono applicate due tipologie stilistiche: di prima e di seconda classe. Fa eccezione il tronco Brescia-Paderno e la dismessa Paderno-Monterotondo-Iseo: la Società Meridionale, che costruì la linea, impiegò un unico modello di edificio, in grado di ospitare sia il movimento merci sia quello di persone.
Per quanto riguarda i fabbricati viaggiatori di prima classe, essi sono presenti nei quattro nodi storici della linea Iseo-Edolo, costruita dalla Società Nazionale Ferrovie e Tramvie (SNFT): i due capolinea, quindi Pisogne e Breno. Il lato maggiore ha una lunghezza di 19,10 metri, mentre il lato minore è lungo 9,40 metri. Le aperture sono cinque, simmetriche su entrambi i fronti e per entrambi i livelli. Il primo piano è dotato di due appartamenti in cui alloggiavano il capostazione di prima classe e quello di seconda classe, mentre il piano terra originariamente era dotato di sale riservate al movimento, all'attesa dei passeggeri – sia di prima sia di seconda classe – al deposito bagagli e alla biglietteria. Per questo motivo sono presenti cinque ingressi dal lato ferrovia.
I fabbricati viaggiatori di seconda classe sono posizionati laddove i progettisti della  programmarono la possibilità di dover far fronte ad un traffico merci di livello considerevole, ma non tale da poter giustificare un edificio dalle dimensioni previste dalla prima classe. Il lato maggiore, parallelo alla linea ferroviaria, era lungo 15,10 metri, mentre il lato minore era lungo 7,90 m e il tetto era a quattro spioventi. Al primo piano, l'appartamento era riservato all'abitazione del capostazione o dell'assuntore, mentre il piano terra era dotato di deposito, sala d'attesa, biglietteria, sala movimento e quattro ingressi lato ferrovia.
Le stazioni della originaria Brescia-Iseo, invece, erano dotate di un fabbricato viaggiatori di diversa dimensione. Il tetto era a quattro spioventi mentre il lato maggiore era lungo 14 metri e quello minore era largo 10,90 m. Le aperture, simmetriche per entrambi i fronti e livelli, erano tre: al piano terra si trovavano l'ufficio movimento/biglietteria, la sala d'attesa e il deposito bagagli. Originariamente, l'esterno era ornato dalla presenza di mattoni a vista sia per la fascia marcapiano utilizzata per distinguere i due livelli sia per le incorniciature delle finestre. Al 2024, nell'unica stazione ancora attiva, quella di Castegnato, tali ornamenti risultano intonacati e si presentano con una uniforme coloritura grigio chiaro.

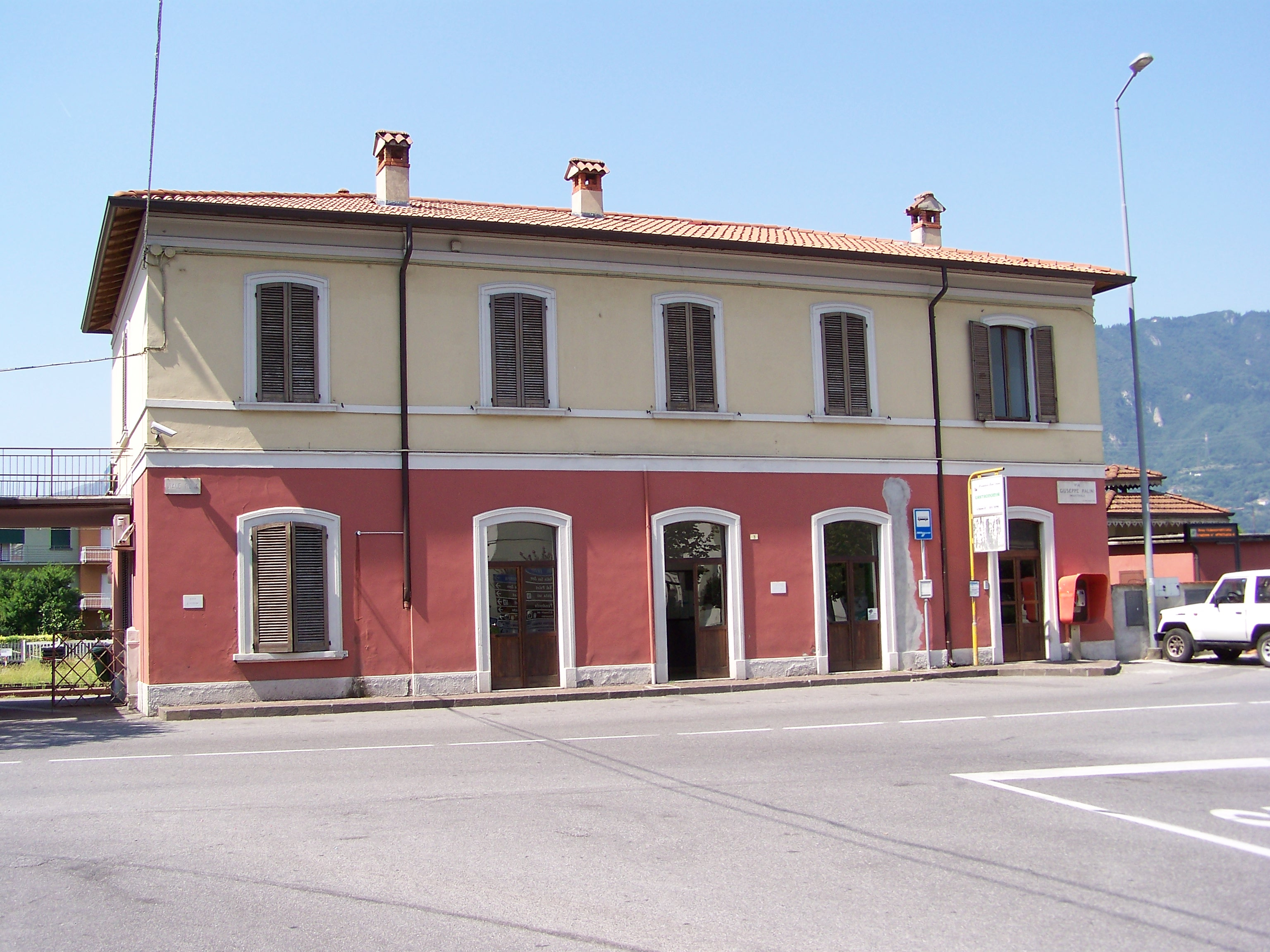
Esempio di stazione di prima classe
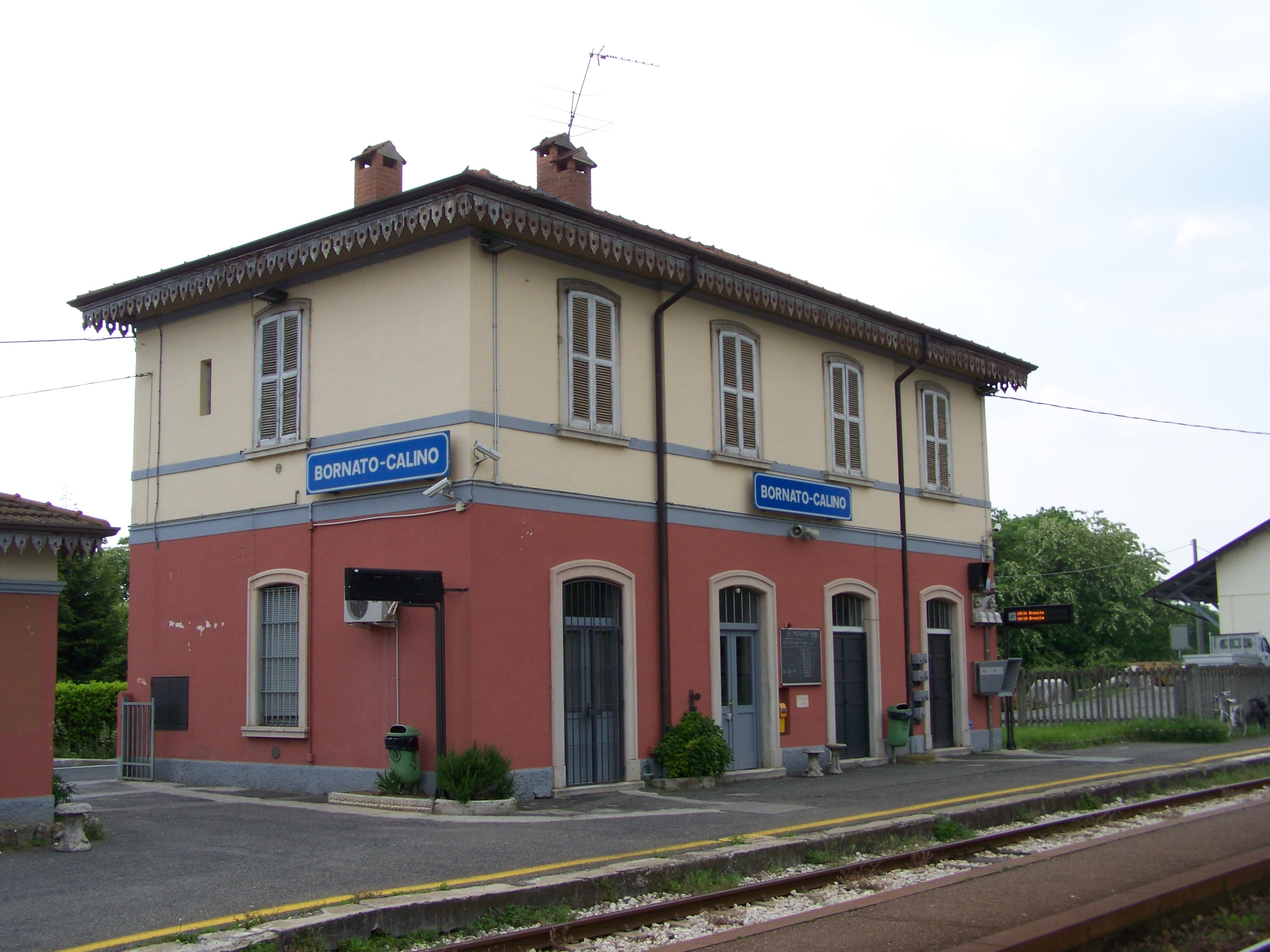
Esempio di stazione di seconda classe
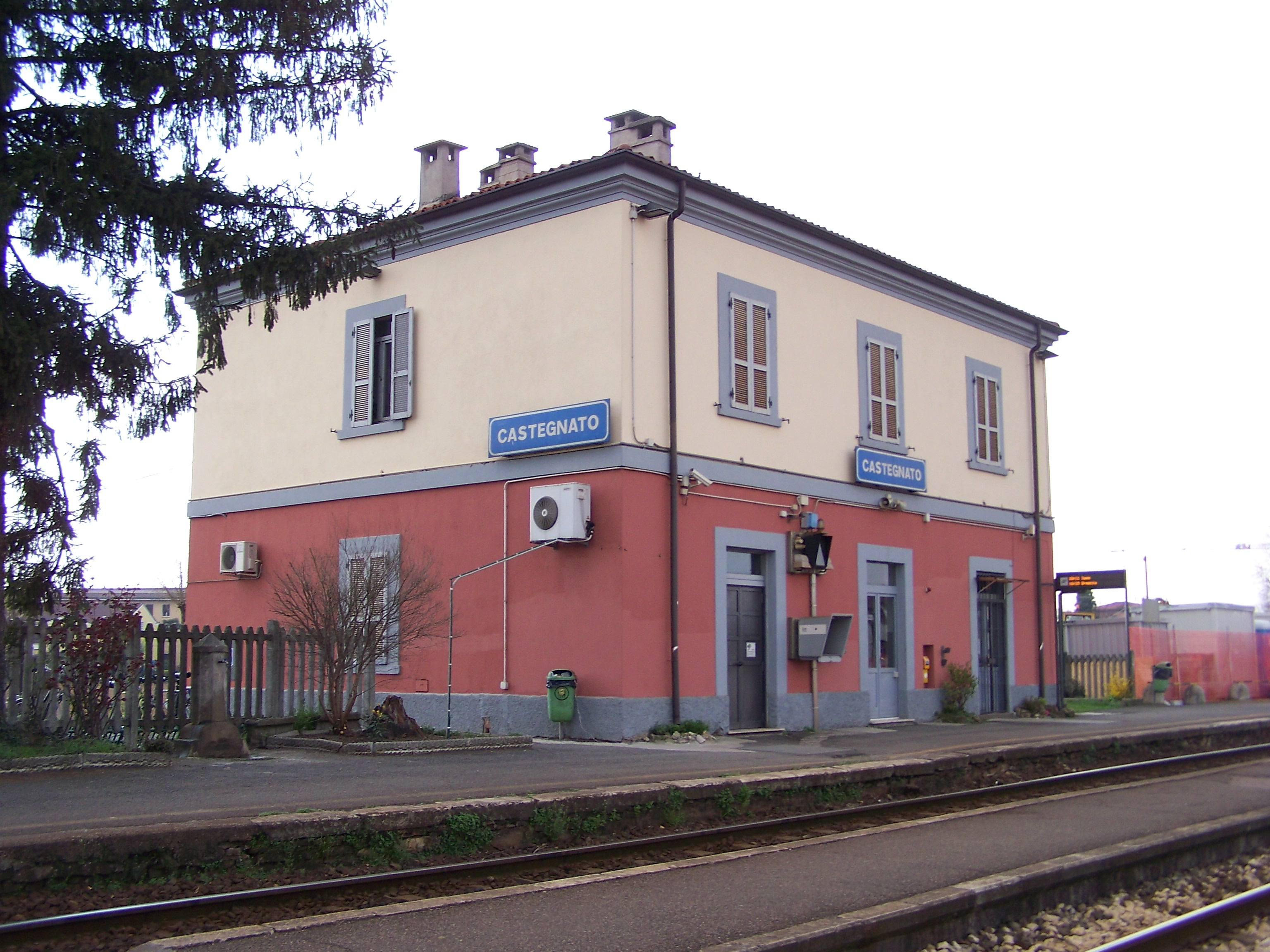
Stazione della vecchia Brescia-Iseo

### Le fermate
Le fermate furono situate nei pressi di piccoli centri abitati laddove gli abitanti, in caso di loro mancanza, avrebbero dovuto sobbarcarsi una trasferta per recarsi alla più vicina stazione.
Esse si presentano in due stili diversi: quello dell'originaria Brescia-Iseo e quello della SNFT.
Nel primo caso, l'edificio è a pianta rettangolare, a due livelli fuori terra e con tetto a due spioventi. Le aperture su entrambi i lati maggiori sono tre, simmetriche per ogni fronte e livello. Il sottotetto è illuminato da due abbaini, posti sul lato minore. Quest'ultimo è lungo 8,10 metri, mentre il lato maggiore, disposto parallelamente alla linea ferroviaria, è lungo 12,80 m. Il primo piano era abitazione dell'assuntore o del capostazione, mentre al piano terra si trovava l'ufficio movimento con biglietteria, la sala d'attesa e il deposito bagagli.
Le fermate costruite dalla SNFT sono più piccole della tipologia precedente. Il lato maggiore è lungo 12 metri, mentre il lato minore è lungo 5,90 m. Sul lato opposto a quello della ferrovia è presente un vano scala che collega l'appartamento dell'assuntore, ubicato al primo piano, con una sala al piano terra adibita a cucina. Il piano terra è dotato anche di sala d'attesa e di un ambiente riservato all'ufficio movimento e alla biglietteria. Esiste una variante architettonica in cui l'edificio si presenta unito ad un secondo corpo di fabbrica, ad un piano e dotato di un'unica stanza, che nello sviluppo in altezza permette l'esistenza di una terrazza, utilizzata dall'appartamento del custode.
La fermata di Brescia Violino è stata aperta all'esercizio a dicembre 2023, per cui ha strutture adeguate agli standard del XXI secolo: priva di fabbricato viaggiatori, ma dotata di marciapiede alto 55 cm rispetto al piano del ferro e con pensiline a protezione dei passeggeri.

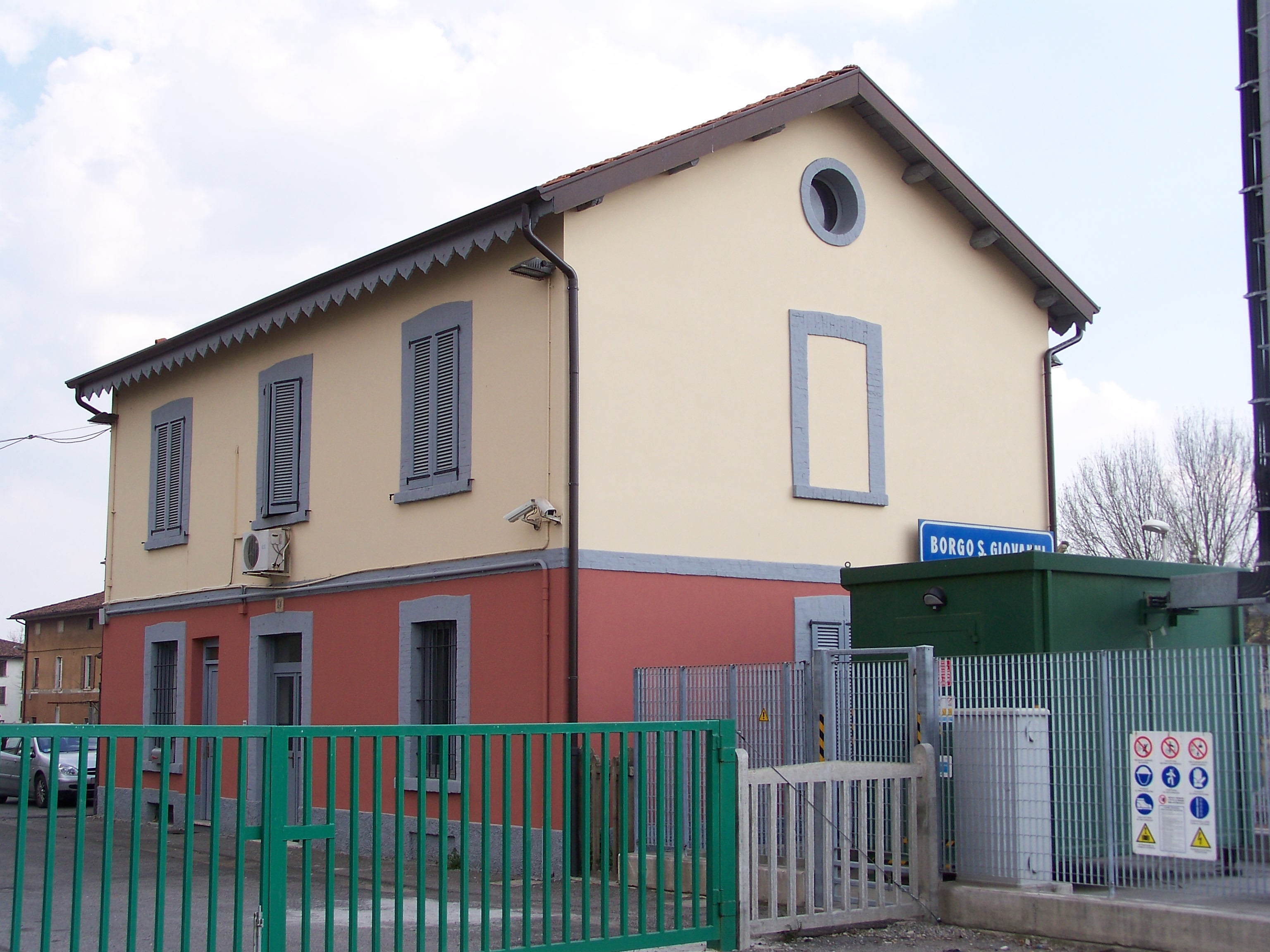
Tipica fermata della vecchia Brescia-Iseo
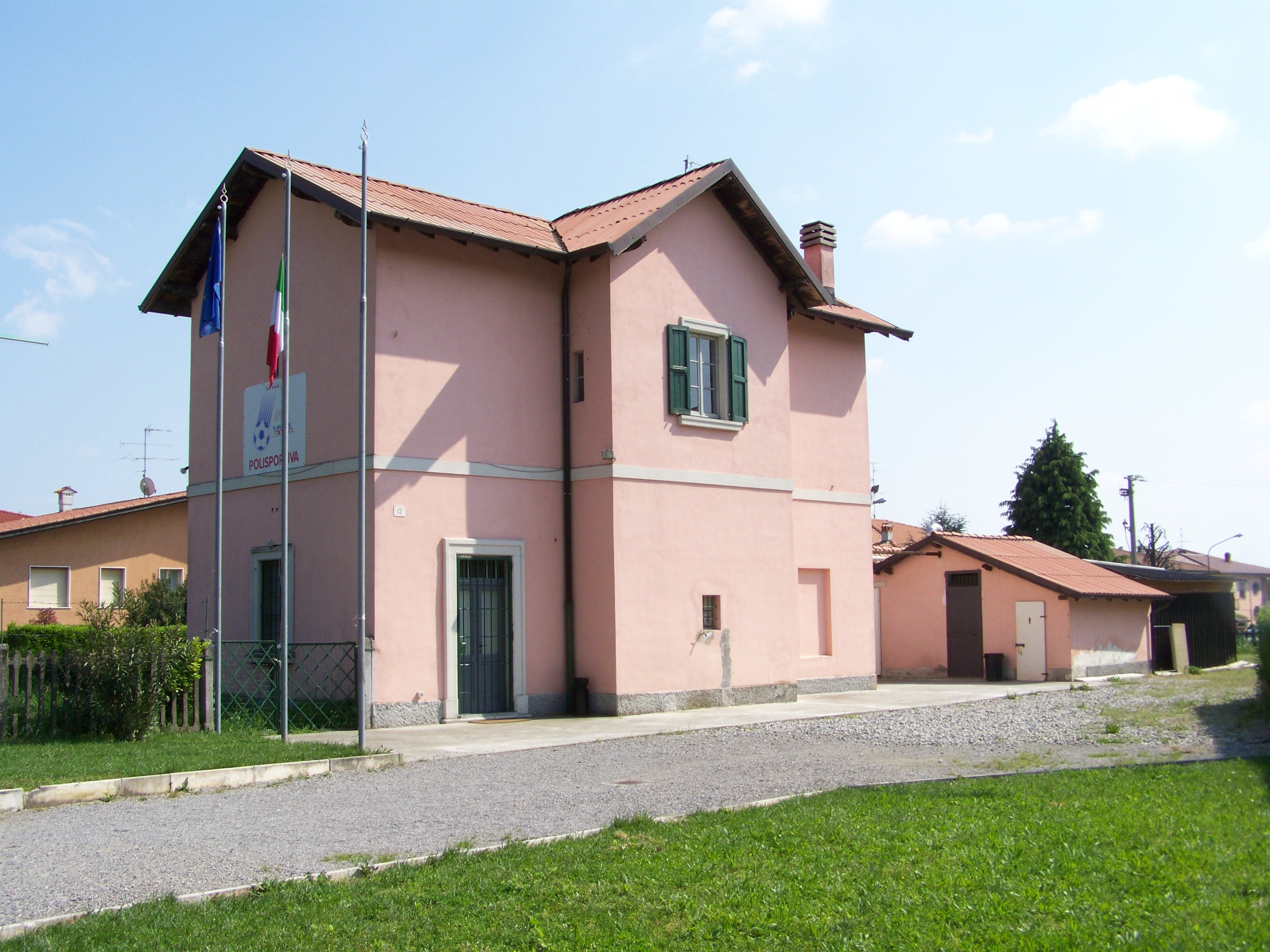
Fermata in stile SNFT
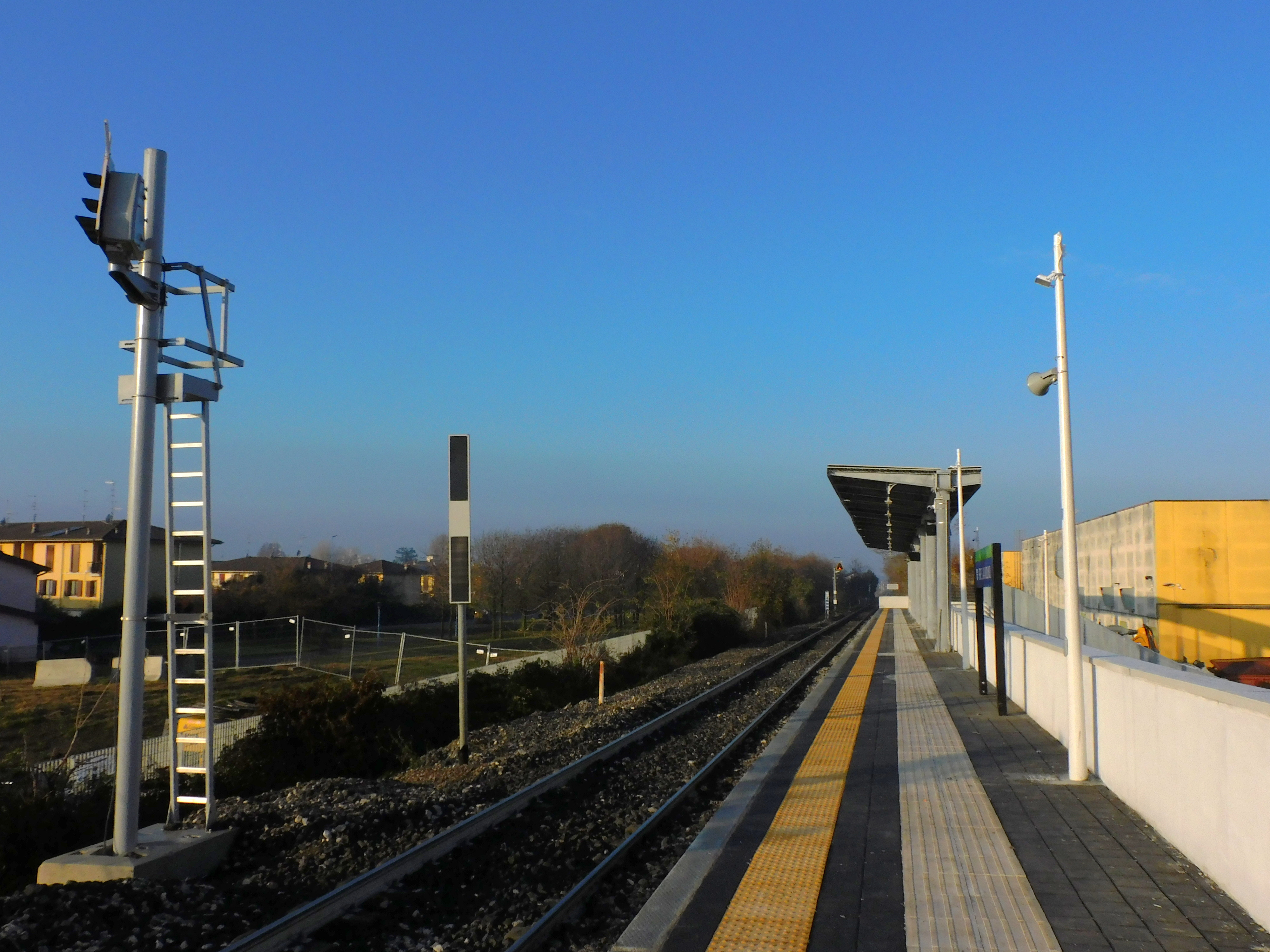
Brescia Violino, aperta nel 2023

## Elenco delle stazioni

### Tronco Brescia-Paderno-Bornato
Comprende le stazioni del vecchio tracciato della Brescia-Iseo ancora utilizzato, tra il capoluogo e Paderno Franciacorta, e quello che originariamente fu costruito come raccordo fra questa e la Iseo-Rovato. In ordine alfabetico, esse sono:
- Brescia
- Brescia Borgo San Giovanni
- Brescia Violino
- Castegnato
- Paderno Franciacorta
- Passirano

### Tronco Iseo-Bornato-Rovato
I treni passeggeri della Brescia-Iseo-Edolo sono instradati sulla Iseo-Bornato e fermano generalmente lungo le seguenti stazioni:
- Borgonato-Adro
- Bornato-Calino
- Iseo
- Provaglio-Timoline

Ad esse si aggiungono le seguenti stazioni e fermate del raccordo Bornato-Rovato:
- Cazzago San Martino
- Rovato Centro
- Rovato FN

### Tronco Iseo-Edolo
Lungo i 78 km della linea ferroviaria sono attive le seguenti stazioni e fermate:
- Boario Terme
- Breno
- Capo di Ponte
- Cedegolo
- Ceto-Cerveno
- Cividate-Malegno
- Cogno-Esine
- Darfo-Corna
- Edolo
- Forno d'Allione
- Malonno
- Marone-Zone
- Piancamuno-Gratacasolo
- Pian di Borno
- Pilzone
- Pisogne
- Sale Marasino
- Sonico
- Sulzano
- Toline
- Vello

### Scali merci

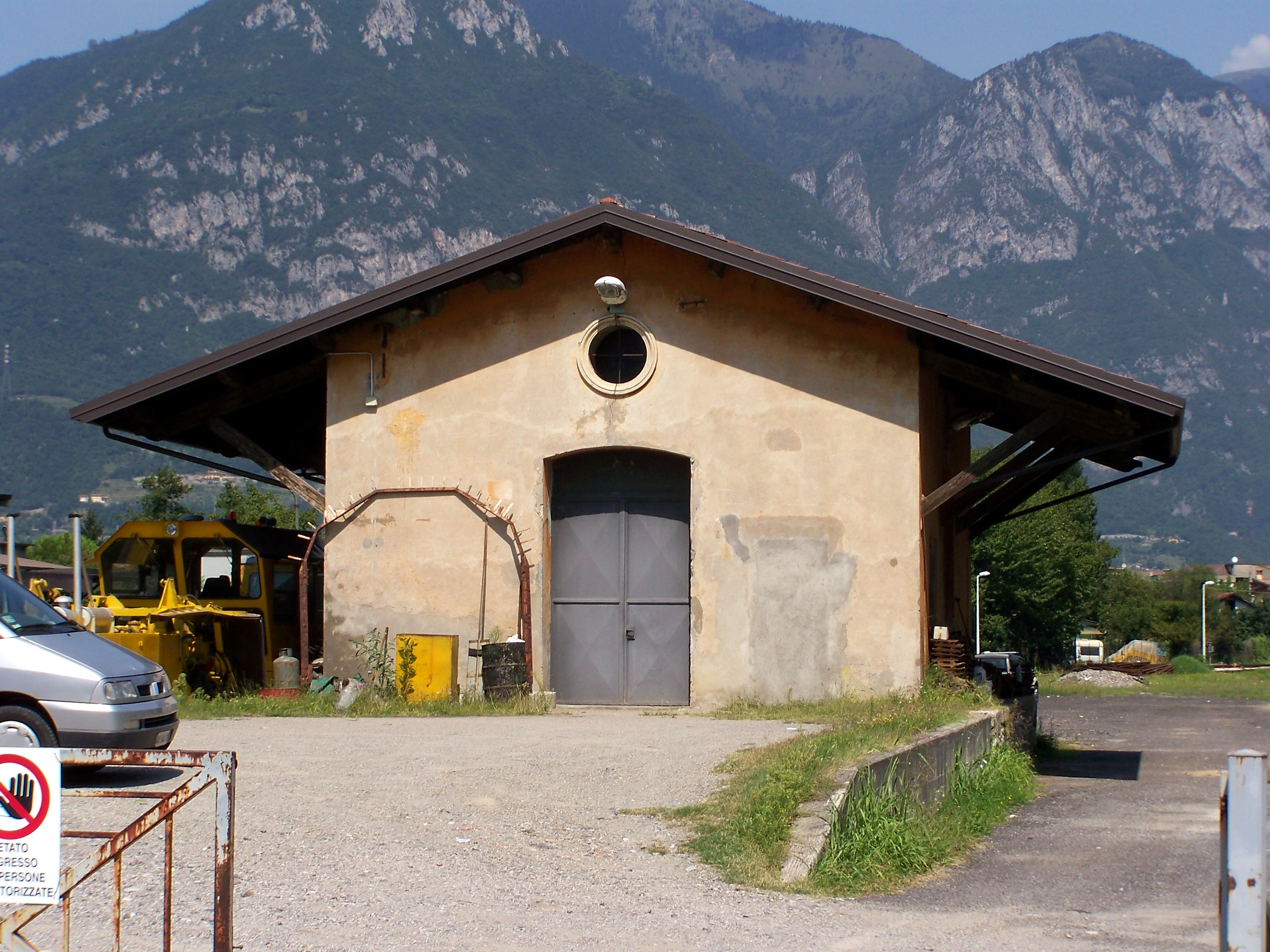
Il magazzino merci di Pisogne

Per servire il trasporto combinato tra treni e chiatte erano presenti due imbarcaderi collegati alla linea ferroviaria, entrambi non più attivi:
- imbarcadero di Iseo;
- imbarcadero di Pisogne.

Nel corso della sua storia, l'imbarcadero di Iseo ha cambiato posizione. Fino al 1922, era ubicato dopo la stazione di testa della Brescia-Iseo, al termine dell'attuale viale della Repubblica. Da quell'anno, invece, fu posizionato tra le attuali via Per Rovato e via Airone.

### Impianti soppressi o dismessi
- Artogne-Gianico
- Borgonato
- Erbanno-Angone
- Iseo
- Mandolossa
- Niardo-Losine
- Passirano Superiore
- Provaglio Superiore
- Sellero